# 田中咲帆
田中 咲帆（たなか さほ、2003年1月9日 - ）は、LumiUnion（旧 浪江女子発組合）のメンバー、日本のタレント、アイドルである。スターダストプロモーション所属。

## 人物
- 趣味：ゲーム、料理（お菓子作り）。
- 特技：ダンス（HIPHOP、チアダンス、エアロビクス）、バイオリン、ギター、動画編集。
- 資格：管理栄養士、英検3級、実用数学技能検定3級、パンシェルジュ検定3級、公式書写検定3級[1]。
- 愛称は「さほるん」「田中」[2]
- 裁縫が上手な母の影響もあり、手芸が好きで、中学校では家庭科部に入り、洋服を型紙から1着作れる手先の器用さも併せ持つ。生誕祭で着る衣装を自作したり、ライブ衣装のリメイクにも挑戦したことがある[3][4]。
- グループ1の食いしん坊。食べるだけでなくお菓子を作るのも好き[5]。
- スタコミュ「もちもちくらぶ」会長。
- 田中について、メンバーの雪月心愛は「優しい子なんですよ。いつも微笑んでみんなを見守っているんですよ。」[5]、三田美吹は「素直な性格で正直者です。振り入れも完璧に覚えてくるし、一緒にフォーメーションも考えてくれるし、すごく信頼のできる子です。ただ時々、飲み物をこぼしたりとかドジなところもあって可愛いです。」と語る[4]。
- アニメやゲームが好き、今までで一番好きなゲームはポケモンで、テレビ東京『ポケモンゲット☆TV』に出演したこともある。かわいい戦闘系が好き[6]。
- 田中の歌について、楽曲「なりたいガール」を提供したONIGAWARAの2人は次のようにコメントしている。「いい意味で完全に飛び道具ですね。最強の武器だと思います」「高いところが出てるというか、一番聴こえる音域の声なんです。きゃぴきゃぴって感じで、この子の声はすごい武器になるなって思いました。」（斉藤伸也）、「そうね、声が耳にポーンって入ってくるもんね」（竹内サティフォ）[7]。
- 2021年5月2日、Zepp Tokyoにて開催した無観客配信ライブ「CROWN POP STYLE」にて最後のMCで「Zepp単独は昔からの夢だったので、無観客ながらでも開催できてすごく嬉しいです。本当は2月に行う予定だったのですが、延期になって、こうやって中止にならずに皆さんの元に届けられているということが嬉しいし、感慨深いです。やっぱり無観客は心さみしい部分もあるし、皆さんのコールとかが糧になっているので次は絶対に有観客でZeppを埋めたいなって思っています。それまで皆さんついてきてください。」と語った[8]。
- 田中咲帆フィーチャーソング「HARE BARE」がアルバム『LIFE』〈is beautiful盤〉に収録されている。

## 略歴
- 小学5年生の時、家族と一緒に出かけた原宿でスカウトされたのがきっかけで芸能界入り。憧れはももいろクローバーZの佐々木彩夏。ダンスは幼稚園の年長から習っていて、大会で入賞したこともある[3]。
- 2015年、CROWN POPの結成メンバーとなる。
- 2018年1月20日、Live House rebirthにて「CROWN POP Challenge 2017年度ラスト〜さほるんのこと田中っていうな！〜」を開催。
- 2018年7月28日、埼玉・メットライフドームにて開催された「夏S 2018 ももクロトリビュート 〜みんなで10周年をお祝いしちゃうぞ！〜」で、アニソン好きユニット「七福みゅ〜ず」に参加[9]。
- 2019年2月9日、Studio Freedomにて「OKANMURI祭2018年度〜新元号は田中(るん)！〜」を開催。
- 2020年2月16日、錦糸町rebirthにて「CROWN POP生誕ソロミッション〜田中咲帆のソロみが深い〜」を開催。
- 2022年1月9日、Yokohama Bay Hallにて「CROWN POP BOMB×2〜田中咲帆生誕祭2022〜」を開催。
- 2023年11月11日、浪江女子発組合に加入することが発表された[10]。
- 2024年8月8日、CROWN POP解散に伴い、同グループを卒業。
- 2025年、大学を卒業し、管理栄養士国家試験に合格した。

## 出演

### TV
- ポケモンゲット☆TV（2014年2月、テレビ東京）

### 配信ドラマ
- きょうも片想い Episode.15「#半透明の恋」（2019年3月15日 -、WATCHY） - 滝川未来 役

### ラジオ
- クラシック大好きアイドル全員集合！（2019年5月4日、NHK FM）[11]
- 大矢・高見のしゃべりスタ!（2020年9月4日、ラジオ日本）- ゲスト出演

### 雑誌
- フォトテクニックデジタル2020年4月号（2020年3月19日、玄光社）[12]
- 愛犬と行く旅 2020-2021（2020年9月29日、交通タイムス社） - 表紙・インタビュー
- 横浜LOVEWalker 2022（2022年3月22日、KADOKAWA） - 「ハマのLOVEアイドル」No.1決定戦[13]

### その他
- 読売KODOMO新聞 特集ページ「パズルカフェ」（2015年1月）
- note配信連載「髪は短し 恋せよ乙女 Short Hair Fan Club」モデル出演（2020年3月14日 - ）[14]
- 青山裕企 写真展「髪は短し 恋せよ乙女」（2020年11月）[15]
- 柚姫の部屋（2021年6月7日 11月1日、YouTube）
- 第5回 ももいろ歌合戦（2021年12月31日、日本武道館） - 世代を超えたアニソンヒットメドレー、最強アイドルメドレー2021に出演
- ハイドアウト404 Vol.3（2025年1月12日、Theater Mixa）